# Piasek Górny
Piasek Górny – część wsi Grębów w Polsce położona w województwie podkarpackim, w powiecie tarnobrzeskim, w gminie Grębów.
W latach 1975–1998 Piasek Górny administracyjnie należał do województwa tarnobrzeskiego.